# جبل بابوك (كرواتيا)
جبل بابوك هو أكبر الجبال في منطقة سلافونيا في شرق كرواتيا بالقرب من مدينة بوزيغا. يقع بين جبل بيلوغورا في الشمال وجبل كرنديجا شرقا ورافنا غورا جنوبا.
جبل بابوك هو جبل ومحمية طبيعية وحديقة مفتوحة في كرواتيا. وفي المؤتمر السابع للشبكة الجيولوجية الأوروبية 2007 أصبح جبل بابوك ومنطقته أول حديقة جيولوجية في كورواتيا والثلاثين في شبكة الحدائق الجيولوجية العالمية التابعة لليونسكو.

## التسمية
لا يرجع الأسم لأي أصل كرواتي.ويعتقد أن كلمة بابوك هي من جزئين «با» وهو اسم قبيلة سلتية عاشت في المنطقة، و «بوك» يأتي من الأصل الهندو-أوروبي * بمعني «كبير». أو أن الأسم من أصل هندو-أوروبي يعني «ما يتدفق».

## حديقة بابوك الجيولوجية
حديقة بابوك الجيولوجية هي حديقة جيولوجية في كرواتيا تقع في مقاطعتين وتشمل غابات المرتفعات، والحقول الزراعية. تبلغ المساحة الإجمالية للحديقة الجيولوجية 336000 كيلومتر مربع. في 2007، أصبحت حديقة جبل بابوك أول حديقة جيولوجية كرواتية (بمعني منطقة ذات تراث جيولوجي) ومسجلة في حدائق اليونسكو.

## وصلات أخري
- حديقة بابوك الجيلوجية صفحة مؤرشفة.
- حديقة بابوك الطبيعية الموقع الرسمي.
- حديقة بابوك نسخة محفوظة 18 مايو 2009 على موقع واي باك مشين. في شبكة الحدائق الجيولوجية الأوروبية.
- الشبكة العالمية للحدائق الجيولوجية الوطنية صفحة مؤرشفة.
- شبكة اليونيسكو للحدائق الجيولوجية